# シーズザグレイ
シーズザグレイ（Seize The Grey）は、アメリカ合衆国の競走馬である。主な勝ち鞍は2024年のプリークネスステークス、ペンシルベニアダービー。

## 戦績

### 2歳（2023年）
7月1日のエリスパーク競馬場の未勝利戦にルイス・サエスを背にデビューして3着。続く29日のサラトガ競馬場の未勝利戦でハイメ・トーレスを背に当年のケンタッキーダービー馬Mageの半弟Dornochを下し初勝利を挙げた。
その後は8月18日のスキッドモアステークス(LS)をジョエル・ロザリオを背に3着。9月16日のイロコイステークス(G3)は鞍上をトーレスに戻して4着。10月14日のキーンランド競馬場の条件戦を3着としている。

### 3歳（2024年）
2月24日のオークローンパーク競馬場の条件戦をニック・フアレスを背に勝利して2勝目を挙げる。3月23日のジェフルビーステークス(G3)には3番人気で出走して3着。4月6日のブルーグラスステークス(G1)はシエラレオネの7着に敗れた。
4月5日、ケンタッキーダービーのアンダーカードパットデイマイルステークス(G2)には鞍上に再びトーレスを迎えて5番人気で出走。先行する3頭の後ろに付けて中間点を通過すると、直線では先行馬らの開いたところから楽に抜け出すと2着に1馬身1/4差を付けて鞍上のトーレスとともにグレード競走初制覇を果たした。
5月18日のプリークネスステークス(G1)に6番人気で出走。隣枠から抜群の発馬を決めたミスティックダンに半馬身ほど遅れる格好となるも二の足を使ってハナに奪う。他に競り掛ける馬もいなかったことから早々にペースは落ち着いた。直線入口で仕掛けると左右に蛇行する場面もあったが粘り腰を発揮。一度は1馬身ほどまで接近したミスティックダンを突き放して2馬身1/4差で逃げ切り、鞍上のトーレスとともにG1初制覇を果たした。管理するウェイン・ルーカスは今回の勝利でプリークネスステークス7勝目となり、「プリークネスステークスでのどの勝利がベストかよく聞かれるが、最新のが最高だよ」「年を取ったからだろうか、私にとって意義深いのはトラックをわたると他の調教師たちが握手を求めてくれる。それがどんなことよりも大切なんだ。バファート調教師やケニー・マクピーク調教師もいずれそうなるさ」と勝利の喜びを表現した。
6月8日にサラトガ競馬場で行われたベルモントステークス(G1)に3番人気で出走。2歳時の未勝利戦で勝利したDornochの後塵を拝し、7着に敗れた。
7月12日、引退後にゲインズウェイファームで種牡馬入りすることが発表された。
7月27日にサラトガ競馬場で行われたジムダンディステークス(G2)に6頭立ての3番人気で出走。ブリーダーズカップジュヴェナイル勝馬フィアースネス、シエラレオネらに完敗の4着に敗れた。
9月21日にパークスレーシング競馬場で行われたペンシルベニアダービー(G1)に4番人気で出走。好スタートから先手を奪い、直線一度はサンタアニタダービー馬Strongholdに並びかけられるも突き放し3馬身3/4差で逃げ切りG1２勝目をあげた。

## 血統表
| シーズザグレイの血統        | シーズザグレイの血統             | シーズザグレイの血統     | （血統表の出典）         | （血統表の出典）    |
| 父系                        | ミスタープロスペクター系         | ミスタープロスペクター系 | ミスタープロスペクター系 |                     |
| 父 Arrogate 芦毛 2013       | 父の父Unbridled's Song 芦毛 1993 | Unbridled                | Fappiano                 | Fappiano            |
| 父 Arrogate 芦毛 2013       | 父の父Unbridled's Song 芦毛 1993 | Unbridled                | Gana Facil               |                     |
| 父 Arrogate 芦毛 2013       | 父の父Unbridled's Song 芦毛 1993 | Trolley Song             | Caro                     | Caro                |
| 父 Arrogate 芦毛 2013       | 父の父Unbridled's Song 芦毛 1993 | Trolley Song             | Lucky Spell              |                     |
| 父 Arrogate 芦毛 2013       | 父の母Bubbler 黒鹿毛 2006        | Distorted Humor          | *フォーティナイナー      | *フォーティナイナー |
| 父 Arrogate 芦毛 2013       | 父の母Bubbler 黒鹿毛 2006        | Distorted Humor          | Danzig's Beauty          |                     |
| 父 Arrogate 芦毛 2013       | 父の母Bubbler 黒鹿毛 2006        | Grechelle                | Deputy Minister          | Deputy Minister     |
| 父 Arrogate 芦毛 2013       | 父の母Bubbler 黒鹿毛 2006        | Grechelle                | Meadow Star              |                     |
| 母 Smart Shopping 鹿毛 2013 | 母の父Smart Strike 鹿毛 1992     | Mr. Prospector           | Raise a Native           | Raise a Native      |
| 母 Smart Shopping 鹿毛 2013 | 母の父Smart Strike 鹿毛 1992     | Mr. Prospector           | Gold Digger              |                     |
| 母 Smart Shopping 鹿毛 2013 | 母の父Smart Strike 鹿毛 1992     | Classy'n Smart           | Smarten                  | Smarten             |
| 母 Smart Shopping 鹿毛 2013 | 母の父Smart Strike 鹿毛 1992     | Classy'n Smart           | No Class                 |                     |
| 母 Smart Shopping 鹿毛 2013 | 母の母No Class 鹿毛 2002         | Wild Again               | Icecapade                | Icecapade           |
| 母 Smart Shopping 鹿毛 2013 | 母の母No Class 鹿毛 2002         | Wild Again               | Bushel-n-Peck            |                     |
| 母 Smart Shopping 鹿毛 2013 | 母の母No Class 鹿毛 2002         | Shopping                 | Private Account          | Private Account     |
| 母 Smart Shopping 鹿毛 2013 | 母の母No Class 鹿毛 2002         | Shopping                 | Impish                   |                     |
| 母系(F-No.)                 | Atalanta(FN:8-h)                 | Atalanta(FN:8-h)         | Atalanta(FN:8-h)         |                     |
| 5代内の近親交配             | Mr. Prospector：S5×S5×M3         | Mr. Prospector：S5×S5×M3 | Mr. Prospector：S5×S5×M3 |                     |

- 5代母Lady Be Goodの子孫にグッバイヘイロー、キングヘイロー、ポリッシュプレセデント、ラシアンルーブル、モティヴェーターなど。